# William Ralph Inge
William Ralph Inge (Crayke, Yorkshire, 6 de junho de 1860 - Wallingford, 26 de fevereiro de 1954) foi um escritor inglês, religioso Anglicano, e professor de teologia em Cambridge. Também foi defensor dos direitos animais.

## Início da vida e educação
Ele nasceu em 6 de junho de 1860 em Crayke, Yorkshire, onde seu pai, o Rev. William Inge (mais tarde Provost do Worcester College, Oxford), era então curador. Sua mãe era Susanna Churton, filha de Edward Churton, Arquidiácono de Cleveland.
Inge foi educado no Eton College, onde foi bolsista do rei e ganhou a bolsa Newcastle em 1879. Em 1879, ele foi para o King's College, Cambridge, onde ganhou uma série de prêmios, incluindo a Medalha do Chanceler, além de ter sido o primeiro em ambas as partes das Tribos Clássicas.

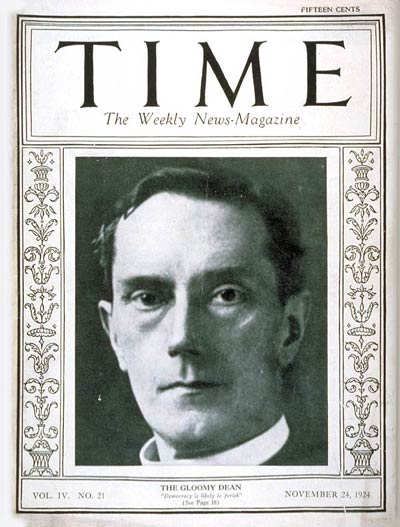
Capa da Time, 24 de novembro de 1924

## Carreira

### Cargos ocupados
Inge foi mestre assistente em Eton de 1884 a 1888, e membro do King's College de 1886 a 1888.
Na Igreja Anglicana, foi ordenado diácono em 1888 e sacerdote em 1892. 
Foi bolsista e tutor no Hertford College, Oxford de 1889 a 1904. 
Sua única posição paroquial foi como vigário de Todos os Santos, Knightsbridge, Londres, de 1905 a 1907.
Em 1907, mudou-se para o Jesus College, Cambridge, ao ser nomeado Professor de Divindade de Lady Margaret.
Em 1911, tornou-se decano da Catedral de São Paulo, em Londres. Ele serviu como presidente da Sociedade Aristotélica em Cambridge de 1920 a 1921.
Ele se aposentou do ministério da igreja em tempo integral em 1934.
Inge também foi curador da National Portrait Gallery de Londres de 1921 até 1951.

### Redação
Inge foi uma autora prolífica. Além de dezenas de artigos, palestras e sermões, ele também escreveu mais de 35 livros.  Inge foi colunista do Evening Standard por muitos anos, terminando em 1946.
Ele é mais conhecido por seus trabalhos sobre Plotino e filosofia neoplatônica, e sobre o misticismo cristão, mas também escreveu sobre tópicos gerais da vida e política atual.
Foi indicado três vezes ao Prêmio Nobel de Literatura.

### Visualizações
Inge era um forte defensor do tipo espiritual de religião – "aquela fé autônoma que repousa sobre a experiência e a inspiração individual" – em oposição a uma de autoridade coercitiva. Ele foi, portanto, franco em suas críticas à Igreja Católica Romana. Seu pensamento, em geral, representa uma mistura da teologia cristã tradicional com elementos da filosofia platônica. Ele compartilha isso em comum com um de seus escritores favoritos, Benjamin Whichcote, o primeiro dos platônicos de Cambridge.
Ele foi apelidado de "The Gloomy Dean" por causa de suas visões pessimistas em sua Romanes Lecture de 1920, "The Idea of Progress" e em seus artigos do Evening Standard. Em sua Palestra Romanes, ele disse que, embora a experiência acumulada pela humanidade e as descobertas maravilhosas tivessem grande valor, elas não constituíam um progresso real na própria natureza humana.
Ele desaprovava a democracia, que chamou de "absurdo" e a comparava à "famosa ocasião em que a voz do povo gritou: Crucifica-o!".  Ele escreveu: "Os seres humanos nascem desiguais, e as únicas pessoas que têm o direito de governar seus vizinhos são aquelas que são competentes para fazê-lo".  Ele avançou vários argumentos por que as mulheres deveriam ter menos direitos de voto do que os homens, se houver.
Ele também era eugenista e escreveu consideravelmente sobre o assunto. Em seu livro Ensaios Francos, ele dedica um capítulo inteiro a esse assunto. Suas opiniões incluíam que o Estado deveria decidir quais casais poderiam ter filhos.
Inge opôs-se ao bem-estar social "sob o argumento de que penalizava os bem-sucedidos enquanto subsidiava os fracos e incapazes".
Ele também era conhecido por seu apoio ao nudismo. Ele apoiou a publicação do livro de Maurice Parmelee The New Gymnosophy: Nudity and the Modern Life, e criticou os vereadores que estavam insistindo que os banhistas usassem trajes de banho completos.

### Reconhecimento
Foi nomeado Comendador da Ordem Vitoriana (CVO) em 1918 e promovido a Cavaleiro Comandante (KCVO) em 1930.  Ele recebeu Doutorados Honorários da Divindade das Universidades de Oxford e Aberdeen, Doutorados Honorários de Literatura de Durham e Sheffield, e Doutorados Honorários de Leis de Edimburgo e St Andrews. Ele também foi membro honorário do King's and Jesus Colleges em Cambridge, e do Hertford College em Oxford. Em 1921, foi eleito membro da Academia Britânica.

## Livros
A bibliografia a seguir é uma seleção tirada principalmente da biografia de Adam Fox Dean Inge e seu esboço biográfico no Clerical Directory de Crockford.
- Society in Rome under the Caesars 1888
- Eton Latin Grammar 1888
- Christian Mysticism (Bampton Lectures) 1899
- Faith 1900
- Contentio Veritatis Ensaios em Teologia Construtiva por Seis Tutores de Oxford (dois ensaios) 1902
- Faith and Knowledge: Sermons 1904
- Light, Life and Love (Seleções de místicos alemães da Idade Média) 1904 também online no Project Gutenberg e CCEL
- Studies of English Mystics 1905
- Truth and Falsehood in Religion (Cambridge Lectures 1906
- Personal Idealism and Mysticism (Paddock Lectures) 1906
- All Saints' Sermons 1907
- Faith and its Psychology (Jowett Lectures) 1909
- Speculum Animae 1911
- The Church and the Age 1912
- The Religious Philosophy of Plotinus and some Modern Philosophies of Religion 1914
- Types of Christian Saintliness 1915
- Christian Mysticism, considered in eight lectures delivered before the University of Oxford (1918)
- The Philosophy of Plotinus (Gifford Lectures) 1918. Online: Volume 1 Volume 2 Versões impressas: ISBN 1-59244-284-6 (softcover), ISBN 0-8371-0113-1 (hardcover)
- Outspoken Essays I 1919 & II 1922
- The Idea of Progress. Col: Romanes Lecture. [S.l.: s.n.] 1920
- The Victorian Age: the Rede Lecture for 1922 1922
- Assessments and Anticipations 1922 (2a. ed. 1929)
- Personal Religion and the Life of Devotion 1924
- Lay Thoughts of a Dean 1926
- The Platonic Tradition in English Religious Thought Hulsean Lectures 1926 ISBN 0-8414-5055-2
- The Church in the World 1927
- Protestantism (Londres: Ernest Benn Limited, 1927)
- Christian Ethics and Modern Problems 1930
- More Lay Thoughts of a Dean. Londres e Nova York: Putnam. 1932
- Things New and Old 1933
- God and the Astronomers 1933
- The Post Victorians 1933 (Apenas introdução)
- Vale 1934
- The Gate of Life 1935
- A Rustic Moralist 1937
- Our Present Discontents 1938 ISBN 0-8369-2846-6
- A Pacifist in Trouble 1939 ISBN 0-8369-2192-5
- The Fall of the Idols 1940
- Talks in a Free Country 1942 ISBN 0-8369-2774-5
- Mysticism in Religion 1947 ISBN 0-8371-8953-5
- The End of an Age and Other Essays 1948
- Diary of a Dean 1949
- The Things That Remain ed. por W R Matthews 1958